# Romoos
Romoos é uma comuna da Suíça, no Cantão Lucerna, com cerca de 745 habitantes. Estende-se por uma área de 37,39 km², de densidade populacional de 20 hab/km². Confina com as seguintes comunas: Doppleschwand, Entlebuch, Escholzmatt, Hasle, Hergiswil bei Willisau, Menznau, Schüpfheim, Trub (BE), Wolhusen.
A língua oficial nesta comuna é o Alemão.